# Black Tusk
A Black Tusk amerikai sludge/thrash metal együttes. 2005-ben alakultak a Georgia állambeli Savannah városban. Az együttest leginkább a Baronessszel és a Kylesával azonosítják, mivel mindhárman Savannah-ból származnak, és mindhárman sludge metalt játszanak. Az AllMusic szerint ők a "legmocskosabb Savannah-ból érkezett sludge metal zenekar, a Kylesával együtt". 2014-ben az együttes basszusgitárosa, Jonathan Athon, motorbaleset következtében elhunyt, 32 éves korában.

## Tagok
- Andrew Fidler – gitár, ének (2005–)
- James May – dob, ének (2005–)
- Corey Barhorst – basszusgitár, ének (2014–)
- Chris "Scary" Adams – gitár (2018–)

Korábbi tagok
- Jonathan Athon – basszusgitár, ének (2005–2014; 2014-ben elhunyt)

## Diszkográfia
- The Fallen Kingdom (2007)
- Passage Through Purgatory (2008)
- Taste the Sin (2010)
- Set the Dial (2011)
- Pillars of Ash (2016)
- T.C.B.T. (2018)

## Egyéb kiadványok
EP-k
- When Kingdoms Fall (2005)
- Tend No Wounds (2013)
- Vulture's Eye (2014)

Split lemezek
- Low Country (az ASG-vel)

Közreműködések
- Metal Swim (Adult Swim válogatáslemez, 2010)